# Jusupovové
Jusupovové (rusky Юсу́повы / Jusupovy) byli ruský šlechtický rod pocházející z panovnické dynastie Nogajců, proslulá svým nesmírným bohatstvím, filantropií a uměleckými sbírkami v 18. a 19. století. Známá je také skutečnost, že se kníže Felix F. Jusupov podílel na vraždě Grigorije Rasputina.

## Raná historie
Jusupovové měli původ u nogajských chánů z 10. století, podobně jako Urusovové, Šeďakovové, Kutumovové a Bajtěrekovové.
Ve 14. století se Edigej, jeden z největších Tamerlanových stratégů z tatarského kmene Mangudů, usadil na severním pobřeží Černého moře, kde založil Nogajský spolek a položil základy Krymského chanátu. Po Edigejově smrti se rozhořel boj mezi jeho potomky, až se nakonec v 15. století chánem nogajského státu stal Júsuf.
Júsuf se spojil s carem Ivanem Hrozným, ale později se tito dva stali nepřáteli. Júsufova dcera Sumbeka byla královnou v Kazani, a poté, co Ivan Kazaň dobyl, odvezl Sambeku do zajetí v Moskvě. Po Júsufově smrti následovalo další období bojů mezi jeho potomky až do 17. století, kdy potomek rodu Abdul Mirza konvertoval od islámu k pravoslaví a přijal jméno Dmitrij. Za to mu car Fjodor I. udělil titul knížete. 
Jeho potomek kníže Grigorij Dmitrijevič Jusupov (17. listopadu 1676, Moskva – 2. září 1730 tamtéž), velící generál a ministr obrany, byl přítelem Petra Velikého a pomáhal mu s výstavbou ruského námořnictva. V roce 1720 dostal v léno venkovské panství a zámek v Rakiťanském rajonu, které dříve vlastnil Ivan Mazepa. Oženil se s Annou Nikitičnou Akinfovou († 1735), dcerou okolničího Nikity Ivanoviče Akinfova. Kromě syna Borise se pár narodily ještě další tři děti:
- Grigorij Grigorjevič († 1737), plukovník, ženatý poprvé s kněžnou Marií Petrovnou Korkodinovou, podruhé s kněžnou Jevdokijí Nikolajevnou Šachovskou, bez potomků z obou manželství
- Sergej Grigorjevič († 1734), podplukovník, svobodný a bez dětí
- Marija Grigorjevna († 1738), dvorní dáma carevny Kateřiny I., její bratři ji donutili složit klášterní sliby, aby mohli zdědit její část rodového majetku. Zemřela neprovdaná a bez dětí.

## 18. a 19. století

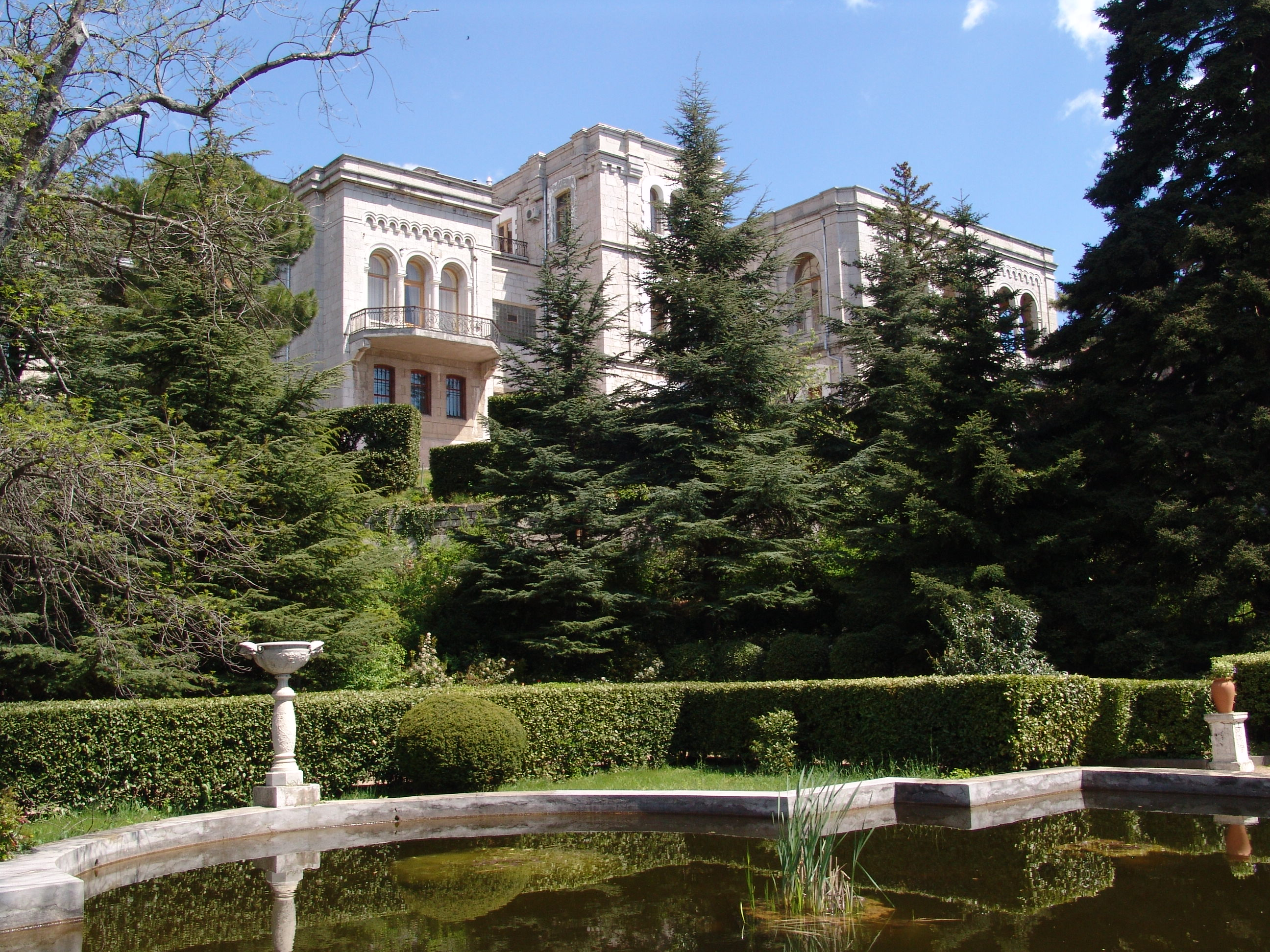
Jusupovský palác v Koreiz

Kníže Boris Grigorjevič Jusupov, od roku 1730 carský komorník, generální guvernér Moskvy od roku 1738 a senátor (18. června 1695, Moskva – 3. března 1759 tamtéž), syn knížete Grigorije Dmitrijeviče, byl ve věku 20 let poslán na studia k francouzskému námořnictvu. Brzy po návratu se stal carským poradcem a sloužil třem panovníkům. Za vlády carevny Alžběty I. byl jmenován vedoucím carských škol. V roce 1756 převědčil panovnici k založení prvního veřejného divadla v Petrohradě. V roce 1734 se oženil s Irinou Michajlovnou Zinovjevovou (1718 – 25. března 1788), dcerou stevarda Michaila Petroviče Zinovjeva. Kromě jediného syna, nejmladšího z dětí, měli čtyři dcery:
- Jevdokija Borisovna 5., resp. 16. května 1743, Moskva - 19. června/8. července 1780, Petrohrad), 6. března 1774 se vdala v Mitavě (Jelgavě), v roce 1777 nebo 1778 bylo manželství rozvedeno, jako druhá manželka Petra Birona (1769-1795) vévody kuronského a knížete zaháňského (1786-1795) (15. února 1724, Mitava (Mittau) – 13. ledna 1800, zámek Gellenau), bez potomků
- Alexandra Borisovna (1744–1791), vdaná za senátora Ivana Michajloviče Izmailova (30. ledna 1724 – 10. listopadu 1787)
- Jelizavěta Borisovna (27. dubna 1745 – 29. srpna 1770), provdaná dne 13. února 1764 za generálmajora knížete Andreje Michajloviče Galicina (15. srpna 1729 – 23. února 1770), měli množství potomků
- Anna Borisovna (1749–1772), v roce 1771 provdaná za Alexandra Jakovleviče Protasova (1742 – 27. dubna 1799), komorníka, senátora, školitele Alexandra I.

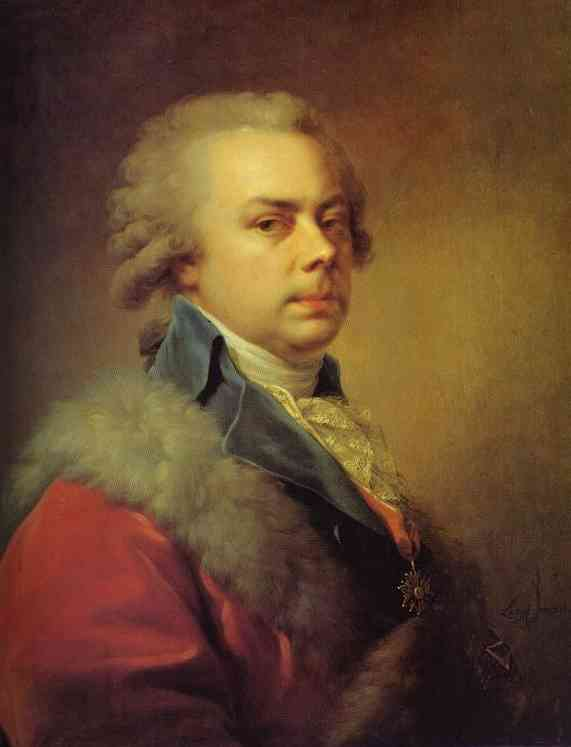
Kníže Nikolaj Jusupov st.

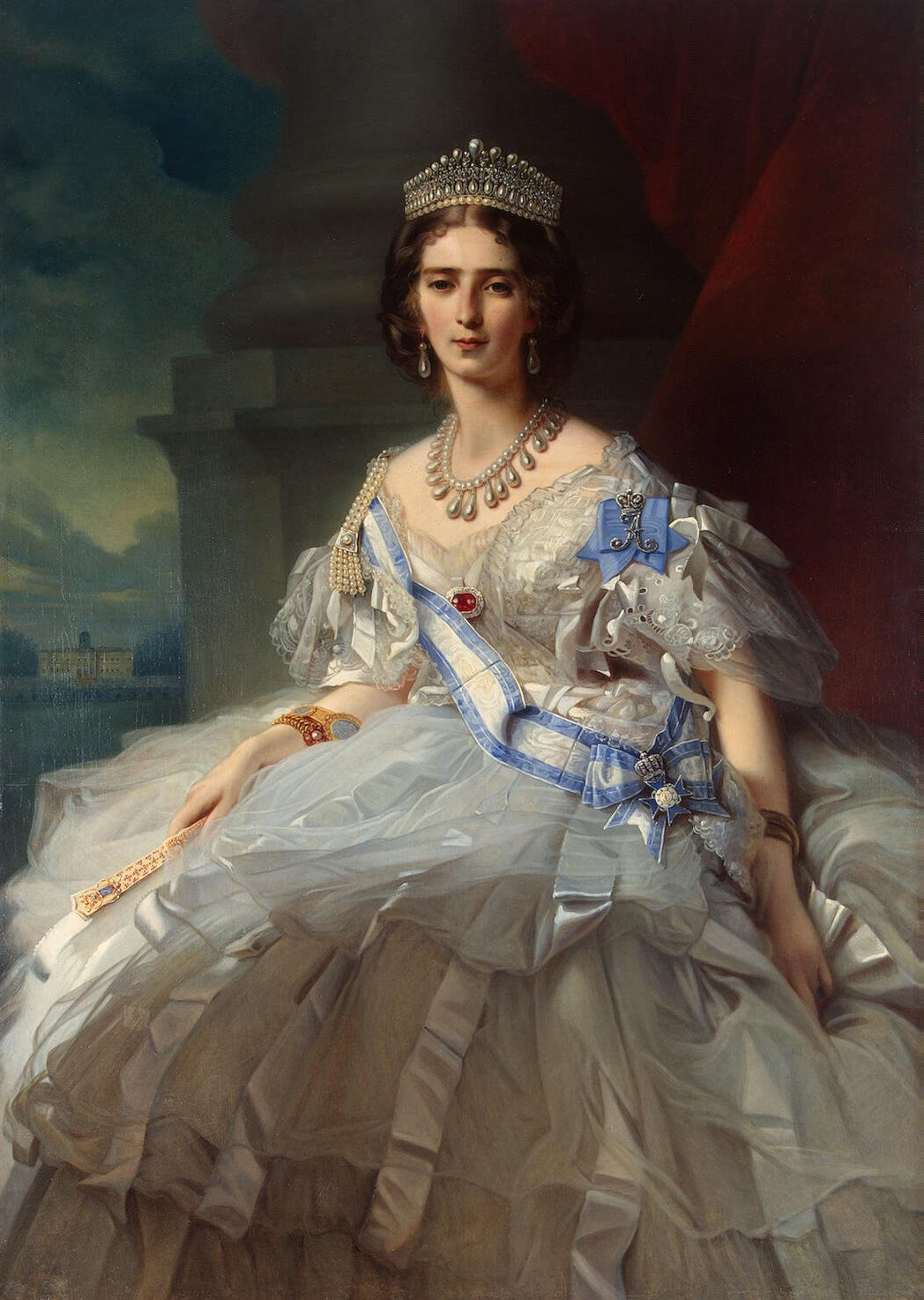
Kněžna Taťána Alexandrovna Jusupovová, provdaná de Ribeaupierre, dvorní dáma poslední ruské imperátorky Alexandry Fjodorovny, na portrétu Franze Xavera Winterhaltera z roku 1858.

Borisův nejstarší syn, kníže Nikolaj Borisovič Jusupov (1751–1831), senátor, ministr státního majetku a ředitel carských divadel, byl také mecenášem umění. Vášnivě rád cestoval a hovořil pěti jazyky. Sloužil několika panovníkům, včetně Kateřiny Veliké, Pavla I. a Alexandra I. jako tajný rada a diplomat. Ve státních službách cestoval po celé Evropě, do Francie a Versailles, kde se setkal s Ludvíkem XVI. a Marií Antoinettou, do Německa a Pruska, kde se setkal s Fridrichem II. Velikým, do Rakouska, kde se setkal s císařem Josefem II. a do Itálie. Během své cesty zakoupil pro cara velkou sbírku umění a později byl jmenován ředitelem Ermitáže a Kremlské zbrojnice. V roce 1804 Nikolaj odešel do Paříže, kde se stýkal s Napoleonem I., jenž mu daroval tři velké tapisérie.
V roce 1793 se Nikolaj oženil s Taťánou Vasiljevnou von Engelhardt (1. ledna 1769 – 23. května 1841), jednou z neteří knížete Potěmkina. Pár žil společně na zámku Archangelskoje, jejich luxusním letním sídle v Moskvě. Nikolaj tam postavil vlastní porcelánku, kde většina pracovníků pocházela z Francie. V roce 1831 Nikolaj zemřel ve věku 80 let a majetky po zdědil jeho druhý a v té době jediný žijící syn Boris Nikolajevič (9. června 1794, Moskva – 25. října 1849, zámek Archangelskoje), neboť starší syn Nikolaj zemřel v dětství.

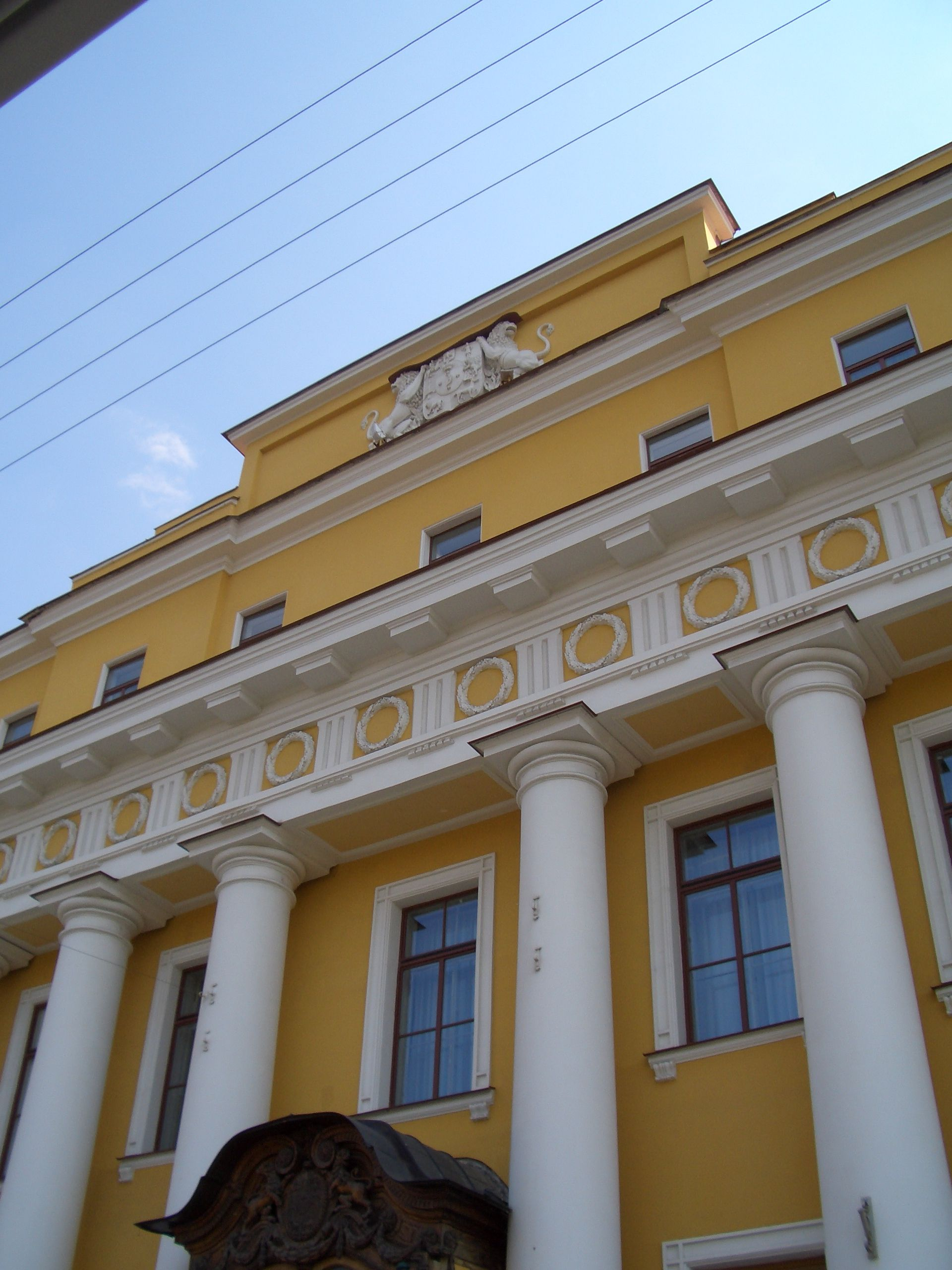
Palác Mojka

Ve věku 42 let zdědil kníže Boris Nikolajevič, maršál carského dvora, obrovské rodové bohatství, včetně více než 675 000 akrů (2730 km²) půdy s více než 40 000 poddaných. Na rozdíl od svého otce nebyl mecenášem umění, nýbrž primárně se zabýval obchodními zájmy. Boris se přestěhoval do Mojského paláce v Petrohradě (také známý jako Jusupovský palác) se svou druhou manželkou Zenaidou Ivanovnou Naryškinovou (18. května 1810 – 26. února 1893) z dynastie matky cara Petra Velikého. Měli jediného syna Nikolaje Borisoviče. Zámek Archangelskoje byl brzy opuštěn, zvířata z palácové zoo byla prodána a velká část sbírky byla přesunuta. Boris se zaměřil na rodové sýpky a navázal dobré vztahy s rolníky, kteří v nich pracovali. Zemřel v roce 1849.
Borisův jediný syn, kníže Nikolaj Borisovič Jusupov (12. října 1827, Moskva – 31. července 1891, Baden-Baden), maršál u dvora cara Mikuláše I., byl podobně jako jeho strýc, mecenáš umění. Nejprve sloužil v Mikulášově kanceláři. Nikolaj koupil velkou sbírku šperků, včetně 36 karátového (7,2 g) diamantu známého jako Marocký sultán. Kníže později kvůli špatnému zdraví trávil většinu času v jižní Evropě, kde zároveň působil jako carův diplomat. Za svého pobytu v Evropě, zakoupil pro svůj petrohraský palác množství uměleckých předmětů, včetně sbírky houslí a obrazů. Oženil se s hraběnkou Taťánou Alexandrovnou de Ribeaupierre (29. června 1828 – 14. ledna 1879), dvorní dámou imperátorky Alexandry, dcerou hraběte Alexandra de Ribeaupierre a jeho manželky Jekatěriny Michajlovny Potěmkinové, další neteře knížete Potěmkina. Kníže byl také talentovaným hudebníkem a skladatelem a byl členem několika hudebních společností. V roce 1866 vydal knihu o historii svého rodu: O rodině Jusupovovékých knížat: Sbírka jejich životních příběhů, listin a dopisů ruských panovníků.

## 20. století

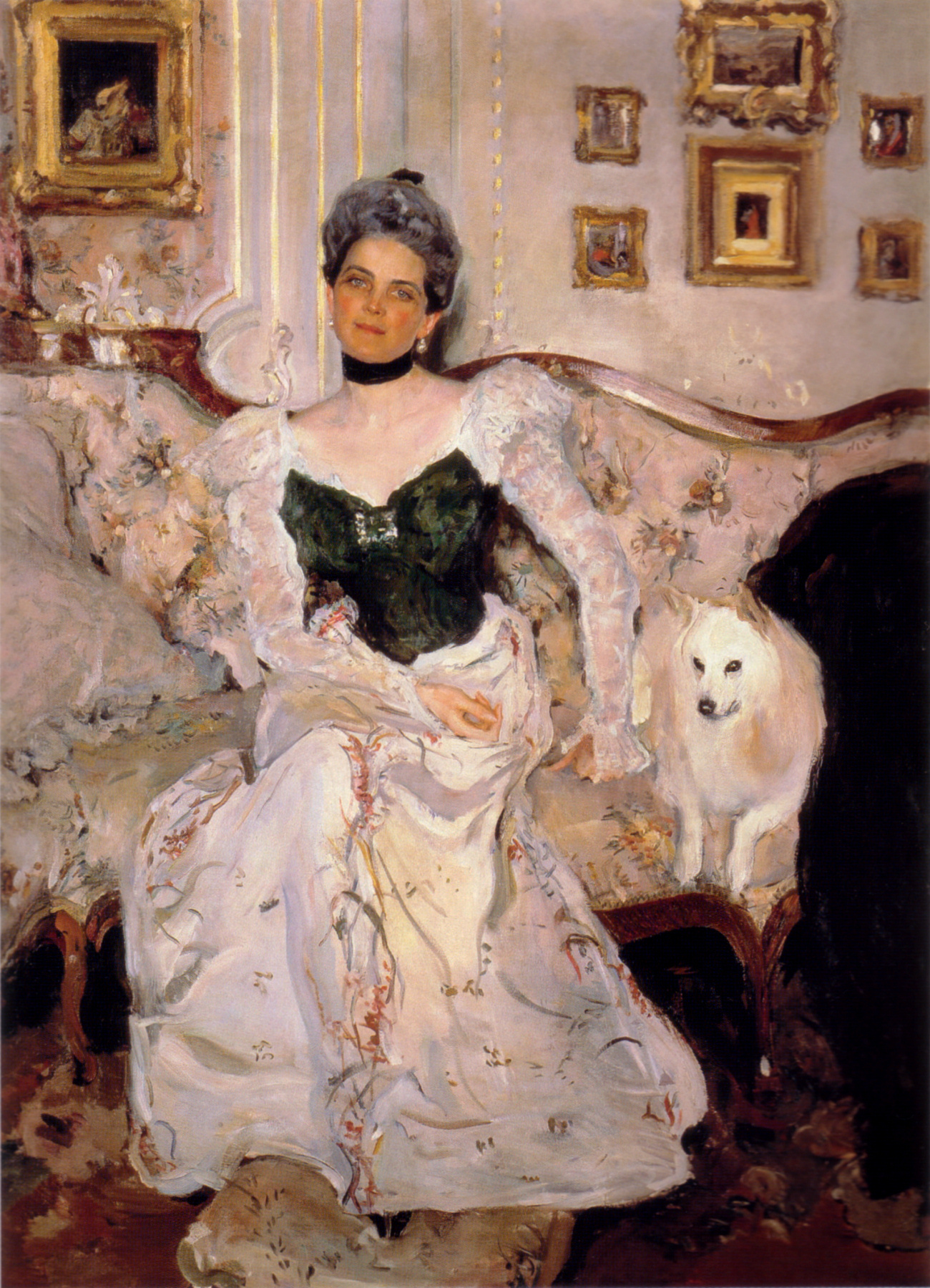
Kněžna Zinaida Jusupovová

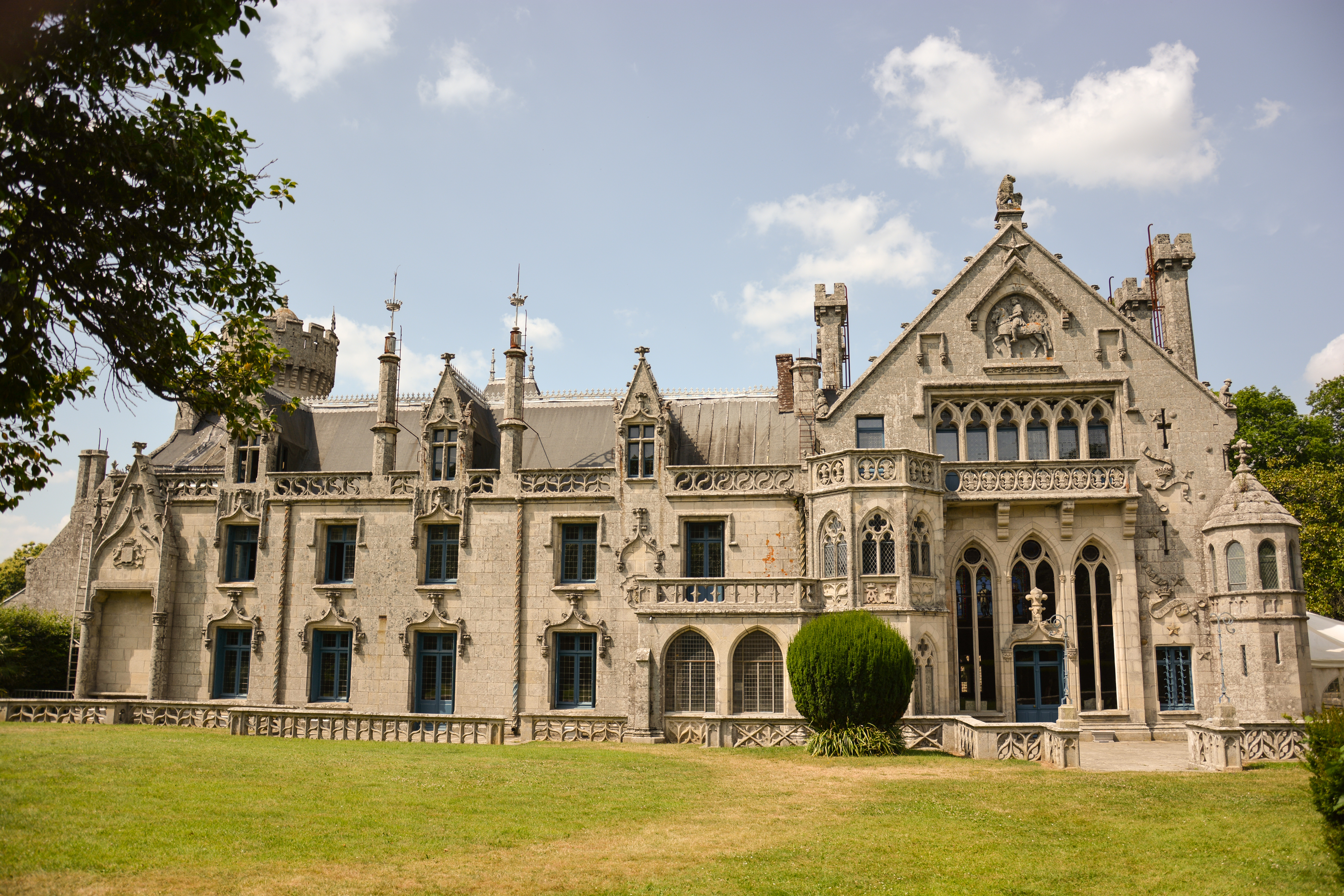
Château de Kériolet ve Francii.

Když Nikolaj Jusupov v roce 1891 zemřel, zdědila jeho majetek dcera Zinaida Nikolajevna (2. září 1861, Petrohrad – 24. listopadu 1939, Francie), považovaná za jednu z nejkrásnějších žen v zemi, která se tak stala také jednou z nejbohatších. Mezi její nápadníky patřil bulharský korunní princ. Kněžna Zinaida Nikolajevna se dne 4. dubna 1882 v Petrohradě provdala za hraběte Felixe Felixoviče Sumarokova-Elstona (5. října 1856, Petrohrad – 10. června 1928, Řím), moskevského gubernátora v letech 1914–1915, syna hraběte Felixe Nikolajeviče Sumarokova-Elstona. Po smrti tchána dostal Felix zvláštní povolení od cara Alexandra III. nosit titul kníže Jusupov a hrabě Sumarokov-Elston a připojit ho ke svému. Felix byl jmenován pobočníkem velkoknížete Sergeje Alexandroviče v roce 1904 a velel kavalérii carských gard. V roce 1914 byl jmenován nejvyšším guvernérem Moskvy. Na začátku první světové války vlastnili Jusupovové více než 100 000 akrů (400 km²) půdy, více než 16 paláců a statků a jejich průmyslová činnost zahrnovala cukrovary, cihelny, pily, textilní a lepenkové továrny, doly a lihovary.
Jusupovové zanechali stopu na ekonomickém a sociálním rozvoji v Rakitném. Vlastnili strojírenské a zemědělské závody, podniky na vydělávání ovčí kůže, továrny na textil, výrobu krajek a koberců, větrné a parní mlýny, kovárny, školy a železnice, okresní nemocnici, domy v obci, palácový komplex s nádherným parkem a třemi kaskádovými rybníky, uspěnským chrámem a chrámem sv. Mikuláše v obci Rakitnoje. Byla vybudována zde zpevněné silnice a železniční stanice.
Starší syn Zinaidy a Felixe Sumarokova-Elstona, Nikolaj Felixovič Jusupov (1883–1908), byl zabit v souboji ve věku 26 let. Posledním mužským členem rodu byl kníže Felix Jusupov, hrabě Sumarokov-Elston, mladší syn Zinaidy a Felixe Sumarokova-Elstona. Ten je znám pro svou účast na likvidaci Grigorije Rasputina. Felix Jusupov se oženil s velkokněžnou Irinou, neteří posledního ruského cara Mikuláše II. Po zavraždění Rasputina byl Felix vyhoštěn na Krym, ale v roce 1917 se mohl vrátit zpět do Petrohradu, který však byl po únorové revoluci v chaosu. V dubnu 1919 odešel z Ruska do Paříže a odvezl s sebou některé z nejcennějších obrazů od Rembrandta a šperky. Do vlasti se již nikdy nevrátil. Byl posledním knížetem jusupovské dynastie.
Jeho dcera Irina Felixovna se provdala za potomka hraběte Šeremetěva. Se svými dětmi se přestěhovali do Řecka, nedávno jim však ruský stát udělil ruské občanství. Kněžna Irina Felixovna Jusupovová zemřela 30. srpna 1983 ve francouzském Cormeilles. Byla pohřbena spolu se svými prarodiči z otcovy strany a jejími rodiči na pravoslavném hřbitově Sainte-Geneviève-des-Bois v Essonne ve Francii.     
Někteří členové rodu žijí na různých místech v Rusku, Řecku, Francii a Austrálii.

## Význačné osobnosti rodu
- Dmitrij Jusupov (Júsuf), nogajský předek rodu
- Sejuš-Murza Jusupov, předek rodu
- Grigorij Dmitrijevič Jusupov (1676–1730), generál a ministr obrany, přítel cara Petra Velikého, pomáhal mu s výstavbou ruského námořnictva
- Boris Grigorjevič Jusupov (1695-1759), carský politik
- Nikolaj Borisovič Jusupov (1751–1831), senátor, diplomat, ministr státního majetku a ředitel carských divadel, mecenáš a sběratel umění
- Jevdokija Borisovna Jusupovová (1743–1780), vévodkyně kuronská a zemgalská
- Zinaida Ivanovna Jusupovová, roz. Naryškinová (1809-1893), navrhla Litějný dům v Petrohradu
- Nikolaj Borisovič Jusupov ml. (1827-1891), houslista
- Taťána Alexandrovna Jusupovová, provd. de Ribeaupierre (1828–1879), dvorní dáma imperátorky Alexandry, manželka Nikolaje Borisoviče
- Boris Nikolajevič Jusupov (1794–1849), politik, syn Nikolaje Borisoviče Jusupova
- Zinaida Nikolajevna Jusupovová, matka knížete Felixe Jusupova
- Felix Felixovič Jusupov, účastník atentátu na Grigorije Rasputina
- Irina Felixovna Jusupovová, provd. Šeremetěvová (1915–1983)